# Laurenbacall (planetka)
(5107) Laurenbacall je planetka objevená 24. února 1987 belgickým astronomem Henrim Debehognem na chilské observatoři La Silla. Planetka byla spatřena již dříve, například v roce 1976 a 10. listopadu 1985 ze sovětské observatoře Naučnij na poloostrově Krym.
Byla pojmenována podle americké herečky Lauren Bacallové (vlastním jménem Betty Joan Perske).
Italský astronom Vincenzo Zappalà ji definoval jako planetku patřící do rodiny Veritas, díky čemuž se předpokládá, že vznikla zhruba před 8,3 milionem let rozpadem planetky o průměru 150 kilometrů.
Planetka obíhá kolem Slunce převážně mezi drahami Marsu a Jupiteru.